# Freaks of Nature
Freaks of Nature – dwunasty studyjny album amerykańskiej grupy wykonującej rock progresywny, Kansas, wydany w lipcu 1995 roku.

## Lista utworów
1. "I Can Fly" – 5:21
2. "Desperate Times" – 5:25
3. "Hope Once Again" – 4:34
4. "Black Fathom 4" – 5:54
5. "Under the Knife" – 4:54
6. "Need" – 3:59
7. "Freaks of Nature" – 4:05
8. "Cold Grey Morning" – 4:14
9. "Peaceful and Warm" – 6:44

## Twórcy
- Phil Ehart - perkusja
- Billy Greer - gitara basowa, gitara akustyczna, śpiew
- David Ragsdale - gitara, śpiew, skrzypce
- Greg Robert - śpiew, instrumenty klawiszowe
- Steve Walsh - śpiew, instrumenty klawiszowe, narracja
- Rich Williams - gitara

Gościnnie
- Renee Castle - chórki (w 3 utworze)